# Carrera Africana de La Legión
La Carrera Africana de La Legión es una prueba deportiva de resistencia anual organizada por el Tercio "Gran Capitán" 1º de la Legión en Melilla, España. Este evento combina deporte, cultura y el espíritu militar de la Legión, y se ha consolidado como una de las competiciones más emblemáticas del calendario deportivo español.

## Historia
La Carrera Africana de La Legión nació en 2013 con el objetivo de fomentar la práctica deportiva y estrechar los lazos entre la sociedad civil y las Fuerzas Armadas, especialmente la Legión Española. La prueba, organizada por el Tercio "Gran Capitán" 1.º de la Legión, se celebra en Melilla, una ciudad con una fuerte presencia militar.
Desde su primera edición, la carrera ha crecido en participación y relevancia, convirtiéndose en una de las pruebas de resistencia más importantes de España. Además de la competición deportiva, la carrera también rinde homenaje a los valores de la Legión, como el sacrificio, la superación y la camaradería.
A lo largo de los años, se han añadido nuevas modalidades y el evento ha tenido un impacto positivo en el turismo y la economía local, consolidándose como una tradición tanto para los melillenses como para los participantes internacionales. El recorrido destaca por atravesar lugares emblemáticos de la ciudad y de la historia militar española.

## Organización
La carrera está organizada por el Tercio "Gran Capitán" 1.º de la Legión con el apoyo de instituciones civiles y militares, como la Asociación Carrera Africana y la Ciudad Autónoma de Melilla. A lo largo de los años, más de 700 voluntarios han colaborado en el evento, desde personal sanitario hasta fuerzas de seguridad, garantizando que la organización cubra todas las necesidades logísticas y operativas de la competición.

## Modalidades y recorrido

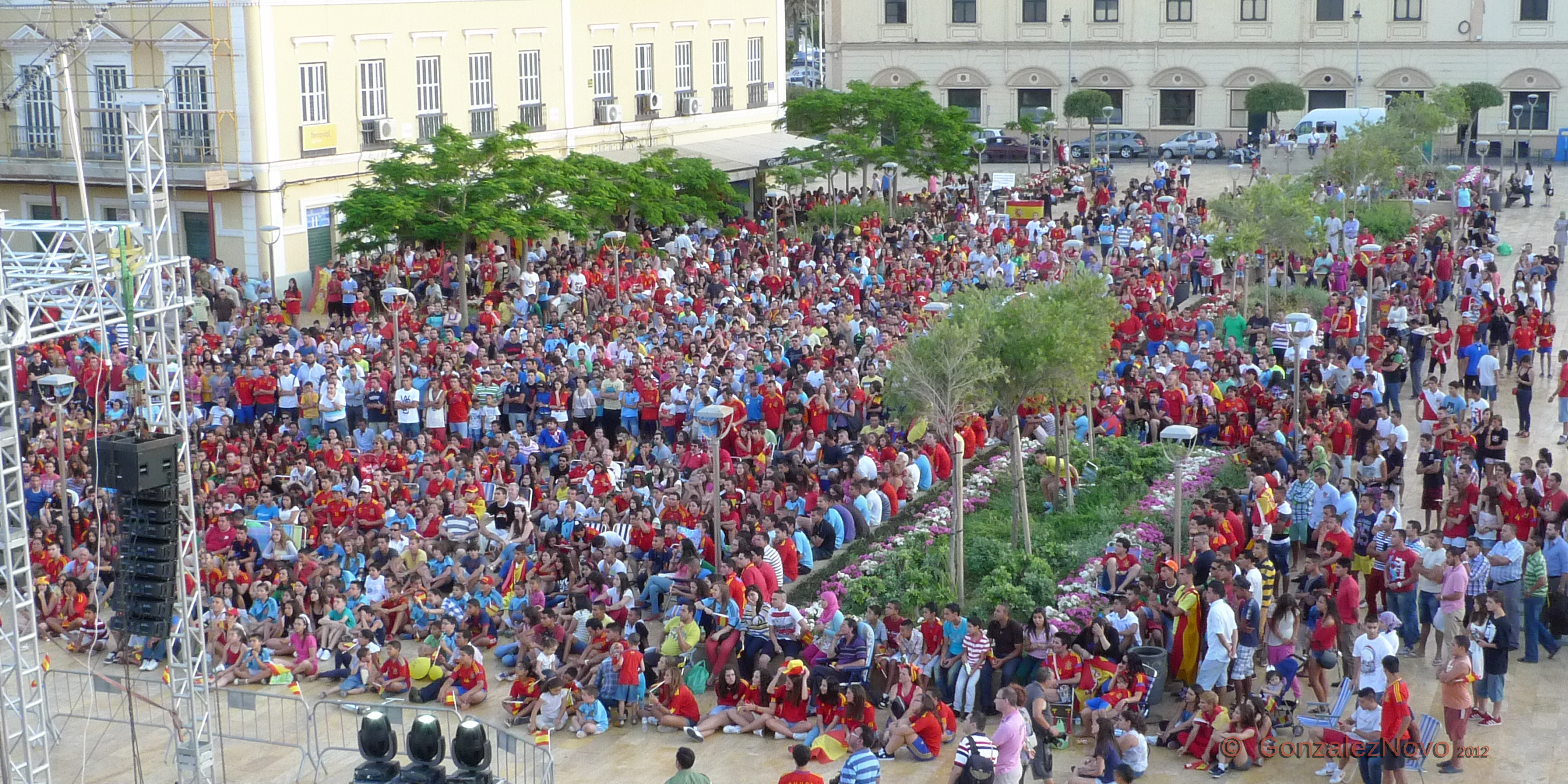
Imagen de la Plaza de las Culturas, donde finaliza la carrera.

La carrera ofrece diversas modalidades para adaptarse a diferentes perfiles de participantes:

### 50 km de Marcha-Carrera
Este es el recorrido más exigente de la carrera, que abarca una distancia de 50 km de marcha-carrera. Durante esta prueba, los participantes atraviesan varios de los puntos más representativos de la ciudad, combinando el entorno urbano con el paisaje natural.
Puntos clave:
- Acuartelamiento Millán Astray: Los corredores pasan por este cuartel, uno de los símbolos históricos de la Legión Española en Melilla.
- Ciudadela de Melilla la Vieja: Uno de los lugares más emblemáticos de la ciudad, donde los participantes pueden disfrutar de su arquitectura y de vistas panorámicas al mar Mediterráneo.
- Arco de Ceriñola: Elemento simbólico que hace referencia a la historia de la Legión y la relación de la ciudad con este cuerpo militar.
- Zonas naturales y urbanas: El recorrido combina zonas de calles pavimentadas con trayectos más rústicos a través de paisajes naturales, lo que exige un esfuerzo físico considerable.

### 25 km de Marcha
La modalidad de 25 km de marcha es más accesible, pero sigue ofreciendo un reto significativo para los participantes. El recorrido es una versión más corta de la prueba de 50 km, pero mantiene muchos de los elementos emblemáticos del recorrido completo.
Puntos clave:
- Zonas urbanas de Melilla: Incluye tramos por el casco antiguo de Melilla, permitiendo a los participantes disfrutar de la historia de la ciudad.
- Paisajes naturales: Aunque más corto, el recorrido incluye bellos paisajes de la ciudad y sus alrededores, pasando por senderos y áreas de montaña.

### 75 km de BTT (Bicicleta de Montaña)
La modalidad de 75 km de BTT es una prueba que desafía a los participantes con un recorrido de ciclismo de montaña. Este recorrido es técnico y variado, y pone a prueba la habilidad de los ciclistas en terreno mixto.
Puntos clave:
- Recorridos montañosos: Los ciclistas deben enfrentarse a senderos irregulares, cuestas empinadas y tramos de caminos rurales, lo que hace que el recorrido sea especialmente desafiante.
- Paisajes naturales: Los participantes pueden disfrutar de vistas espectaculares del Mediterráneo y el entorno natural de Melilla.

### 75 km en Bicicleta Eléctrica (EBIKE)
Esta modalidad está pensada para aquellos con diferentes capacidades físicas, permitiendo que más personas participen gracias a las bicicletas eléctricas. El recorrido es similar al de la modalidad de BTT, pero adaptado a las capacidades de los participantes.
Puntos clave:
- Recorridos similares a BTT: El trazado también incluye tramos montañosos y naturales, lo que permite que los participantes disfruten del paisaje mientras ponen a prueba la autonomía de sus bicicletas eléctricas.

### MiniAfricana (Prueba Infantil)
La MiniAfricana es una modalidad infantil que se celebra en un recorrido más corto y accesible para los niños, con el fin de fomentar el deporte y los valores de la Legión desde temprana edad. Aunque el recorrido es mucho más corto, sigue pasando por algunos de los lugares más emblemáticos de la ciudad, adaptados a los niños.
Puntos clave:
- Recorrido por zonas urbanas: Los niños atraviesan las calles principales de Melilla, disfrutando de un entorno más seguro y controlado.
- Participación festiva: Aunque es un recorrido más relajado, la MiniAfricana es una oportunidad para que los más jóvenes se familiaricen con los valores de la Legión y disfruten de la camaradería.

El recorrido de la carrera destaca por su dureza y belleza, atravesando paisajes urbanos y naturales de la ciudad. Además, la organización ha incorporado elementos simbólicos, como el arco de Ceriñola, para rendir homenaje a la historia de la Legión.

## Participación
La Carrera Africana ha experimentado un crecimiento constante en términos de participación. En la XI edición, celebrada el 5 de abril de 2025, más de 3.500 deportistas tomaron parte en las distintas modalidades, con la presencia de participantes nacionales e internacionales. La prueba ha atraído a corredores de países como Francia, Inglaterra y Marruecos, consolidando su carácter internacional.
Además de su dimensión deportiva, el evento ha tenido un impacto significativo en el turismo local. Durante el fin de semana de la carrera, se registró una ocupación hotelera del 90% en Melilla, con alrededor de 1.400 visitantes desplazados a la ciudad. Este fenómeno ha sido denominado como un "boom turístico", destacando la importancia de la prueba para la economía local.

## Valores de la Legión
La Carrera Africana de la Legión no es solo una prueba física, sino una manifestación del Espíritu Legionario, que promueve valores esenciales como el sacrificio, la superación personal, la camaradería y la unidad. Estos principios son transmitidos tanto a los corredores como a los espectadores, creando una atmósfera de respeto y apoyo mutuo entre los participantes. La carrera es un homenaje a los militares legionarios, quienes han representado a España en diversos conflictos a lo largo de la historia, llevando consigo estos valores.

## Edición XI (2025)
La undécima edición de la Carrera Africana de la Legión tuvo lugar el 5 de abril de 2025 en Melilla, con un límite de 3.500 participantes. Las inscripciones se abrieron con un precio de 30 euros, e incluyeron una sudadera y una camiseta conmemorativa. La organización diseñó un recorrido que resaltó los paisajes urbanos y naturales de Melilla, integrando emplazamientos militares, como el acuartelamiento Millán Astray del Tercio Gran Capitán 1.º de la Legión, así como rincones históricos y lugares emblemáticos de la ciudad. Además de la competición en sí, el evento incluyó actividades paralelas que buscaron enriquecer la experiencia de los participantes y fomentar la convivencia entre los ciudadanos y los legionarios. Entre ellas destacaron la tradicional cena africana, la recogida de dorsales y la posibilidad de alojamiento en la Plaza de Toros, brindando soluciones económicas y prácticas para los corredores foráneos.
La edición de 2025 también marcó un hito al formar parte del nuevo Circuito Legionario, que incluye otras tres pruebas emblemáticas: la Cuna de la Legión en Ceuta, los 101 km de Ronda y la Desértica en Almería. Los participantes que completaron las cuatro carreras recibieron un reconocimiento especial, consolidando la Carrera Africana como un referente en el calendario deportivo español.
La organización de la prueba contó con el esfuerzo de más de 700 legionarios, junto al apoyo del resto de unidades de la Comandancia General de Melilla, profesionales sanitarios, Protección Civil, Fuerzas y Cuerpos de Seguridad del Estado, además de la cooperación de la Delegación del Gobierno y de la propia Ciudad Autónoma. Este esfuerzo colectivo reflejó el compromiso de la ciudad y sus habitantes con esta fiesta del deporte y la cultura legionaria.

## Palmarés

### 50km Marcha-Carrera
| Año  | Ganadores                            | Ciudad                          | Registro (h:m:s)                |
| ---- | ------------------------------------ | ------------------------------- | ------------------------------- |
| 2013 | Desconocido                          | -                               | -                               |
| 2014 | Desconocido                          | -                               | -                               |
| 2015 | Desconocido                          | -                               | -                               |
| 2016 | Desconocido                          | -                               | -                               |
| 2017 | Desconocido                          | -                               | -                               |
| 2018 | Desconocido                          | -                               | -                               |
| 2019 | Rubén Delgado Esther Castellón       | Melilla Granada                 | 3:27:00 3:35:20                 |
| 2020 | Carrera no celebrada (COVID-19)      | Carrera no celebrada (COVID-19) | Carrera no celebrada (COVID-19) |
| 2021 | Carrera no celebrada (COVID-19)      | Carrera no celebrada (COVID-19) | Carrera no celebrada (COVID-19) |
| 2022 | Jairo Sánchez Moreno Gema Cima Vega  | Melilla Melilla                 | 3:37:00 3:33:20                 |
| 2023 | Jairo Sánchez Moreno Mercedes Monzón | Miajadas Melilla                | 3:24:00 3:45:20                 |
| 2024 | Eduardo Calderay Conchi Suárez       | Melilla Melilla                 | 3:47:00 3:55:20                 |
| 2025 | Eduardo Calderay María Romero        | Melilla Ceuta                   | 3:37:00 3:55:20                 |

### 25km Marcha
| Año  | Ganadores                       | Ciudad                          | Registro (h:m:s)                |
| ---- | ------------------------------- | ------------------------------- | ------------------------------- |
| 2013 | Desconocido                     | -                               | -                               |
| 2014 | Desconocido                     | -                               | -                               |
| 2015 | Desconocido                     | -                               | -                               |
| 2016 | Desconocido                     | -                               | -                               |
| 2017 | Desconocido                     | -                               | -                               |
| 2018 | Desconocido                     | -                               | -                               |
| 2019 | Hassan Amar Amara Hamed         | Ceuta Melilla                   | 1:30:36 1:59:28                 |
| 2020 | Carrera no celebrada (COVID-19) | Carrera no celebrada (COVID-19) | Carrera no celebrada (COVID-19) |
| 2021 | Carrera no celebrada (COVID-19) | Carrera no celebrada (COVID-19) | Carrera no celebrada (COVID-19) |
| 2022 | Hassan Amar Mohamed Amara Hamed | Ceuta Melilla                   | 1:35:46 1:42:18                 |
| 2023 | Hassan Amar Gema Cima Vega      | Ceuta Almería                   | 1:29:38 1:37:18                 |
| 2024 | Hassan Amar Amara Hamed         | Ceuta Melilla                   | 1:40:33 1:58:25                 |
| 2025 | Nebil Driss Raquel Muñoz        | Melilla Ceuta                   | 1:28:36 1:39:28                 |

### 75 km BTT (Bicicleta de Montaña)
| Año  | Ganadores                            | Ciudad                          | Registro (h:m:s)                |
| ---- | ------------------------------------ | ------------------------------- | ------------------------------- |
| 2013 | Desconocido                          | -                               | -                               |
| 2014 | Desconocido                          | -                               | -                               |
| 2015 | Desconocido                          | -                               | -                               |
| 2016 | Desconocido                          | -                               | -                               |
| 2017 | Desconocido                          | -                               | -                               |
| 2018 | Desconocido                          | -                               | -                               |
| 2019 | Oualid Azdad Esther Castellón        | Marruecos Granada               | 2:27:00 3:35:20                 |
| 2020 | Carrera no celebrada (COVID-19)      | Carrera no celebrada (COVID-19) | Carrera no celebrada (COVID-19) |
| 2021 | Carrera no celebrada (COVID-19)      | Carrera no celebrada (COVID-19) | Carrera no celebrada (COVID-19) |
| 2022 | Nicolás Mercader Lorena Jiménez      | Almería Melilla                 | 2:17:00 3:25:20                 |
| 2023 | David Sánchez Rosa Cristina Barberán | Melilla Melilla                 | 2:49:22 3:59:05                 |
| 2024 | Nicolás Mercader Lorena Jiménez      | Almería Melilla                 | 2:23:00 3:33:20                 |
| 2025 | José David Garrido María Díaz        | Almería Granada                 | 2:27:00 3:39:20                 |

### 75 km en Bicicleta Eléctrica (EBIKE)
| Año  | Ganadores                       | Ciudad                          | Registro (h:m:s)                |
| ---- | ------------------------------- | ------------------------------- | ------------------------------- |
| 2013 | Desconocido                     | -                               | -                               |
| 2014 | Desconocido                     | -                               | -                               |
| 2015 | Desconocido                     | -                               | -                               |
| 2016 | Desconocido                     | -                               | -                               |
| 2017 | Desconocido                     | -                               | -                               |
| 2018 | Desconocido                     | -                               | -                               |
| 2019 | Desconocido                     | -                               | -                               |
| 2020 | Carrera no celebrada (COVID-19) | Carrera no celebrada (COVID-19) | Carrera no celebrada (COVID-19) |
| 2021 | Carrera no celebrada (COVID-19) | Carrera no celebrada (COVID-19) | Carrera no celebrada (COVID-19) |
| 2022 | Alejandro Sabaté Janet Angulo   | Melilla Melilla                 | 2:21:00 3:32:30                 |
| 2023 | Juan José Compán Nieves Pérez   | Melilla Melilla                 | 2:36:00 3:42:00                 |
| 2024 | Juan José Compán Nieves Pérez   | Melilla Melilla                 | 2:30:00 3:46:00                 |
| 2025 | Sheri Hamed Emilia Carrasco     | Melilla Melilla                 | 2:35:00 3:41:00                 |